# Samuel Kohs
Samuel Calmin Kohs (New York, 2 giugno 1890 – San Francisco, 23 gennaio 1984) è stato uno psicologo statunitense.
La sua attività scientifica si è concentrata sulla psicologia clinica ed educazionale. Nel 1923 ha sviluppato un set di piccoli blocchi di colori diversi che sono utilizzati per formare campioni di test negli esami psicodiagnostici e che sono chiamati appunto blocchi di Kohs.
| Controllo di autorità | VIAF (EN) 161993531 · ISNI (EN) 0000 0001 1499 3937 · LCCN (EN) n2006160931 · J9U (EN, HE) 987007599256105171 |